# Elaphria albicostata
Elaphria albicostata är en fjärilsart som beskrevs av George Francis Hampson 1894. Elaphria albicostata ingår i släktet Elaphria och familjen nattflyn. Inga underarter finns listade i Catalogue of Life.